# Felipe Navarro (pintor)

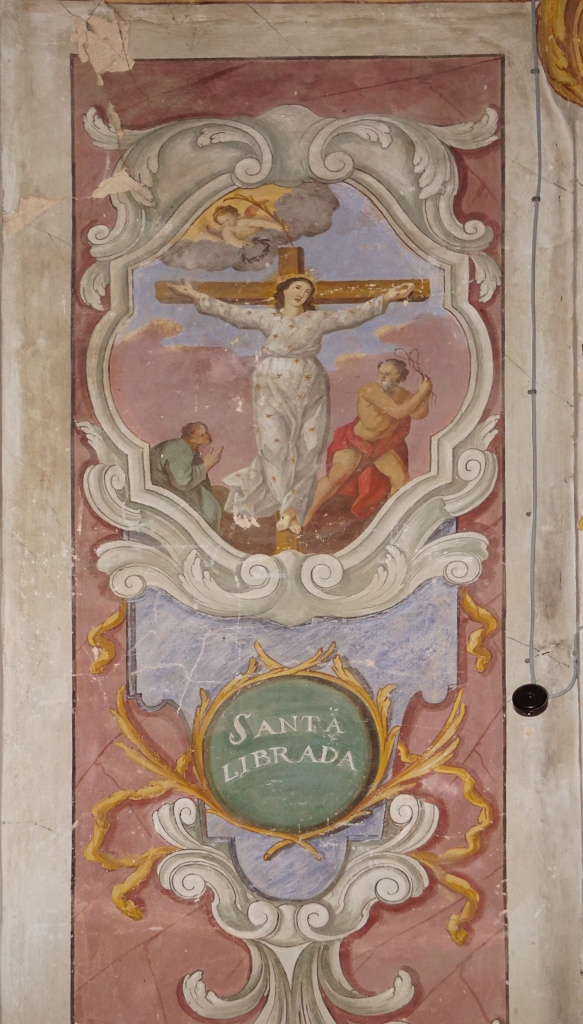
Santa Librada. Villanueva de la Jara (Cuenca), basílica de Nuestra Señora de la Asunción, capilla de la Virgen del Rosario

Felipe Navarro fue un pintor barroco español activo en las diócesis de Valencia y de Cuenca.
Son muy escasos los datos biográficos con los que se cuenta y en alguna medida contradictorios, no siendo descartable que se refieran a dos artistas homónimos, quizá padre e hijo. La primera noticia de un pintor de este nombre, del 2 de febrero de 1684, lo sitúa en Valencia como secretario de la Academia de pintores y Congregación de Nuestra Señora y san José constituida en el convento de San Fulgencio, lo que supone que en esa fecha era ya maestro independiente con capacidad de contratar y, por tanto, mayor de edad; además, el cargo ocupado indica que gozaba de cierta reconocimiento entre los compañeros del oficio. A finales de siglo, según Orellana, se encontraba trabajando junto con Antonio Palomino, llegado a Valencia en 1697, en la decoración de la iglesia de San Juan del Mercado. Ceán Bermúdez únicamente tenía noticia de él por su aportación a dicha decoración, en la que le correspondían tres lienzos con santa Rita, san Antonio de Paula y Nuestra Señora del Auxilio colocados en sus respectivos altares.
En 1702 se colocaron cuatro lienzos de Felipe Navarro, de los que no se conoce asunto, en la parroquia de San Pedro de la catedral de Santa María de Valencia y dos años después trabajaba en los frescos de la capilla de San Raimundo de Peñafort en el convento de Santo Domingo. Terminan aquí las noticias referidas a Felipe Navarro en la capital del reino. Destruido el convento de Santo Domingo durante la Guerra de la Independencia y perdidas las pinturas de la iglesia de los Santos Juanes con el incendio del templo al comienzo de la guerra civil, nada queda de su pintura en Valencia.
Años más tarde, el 8 de junio de 1722, el tribunal del Santo Oficio de la Inquisición de Cuenca tomó declaración a Felipe Navarro, de profesión pintor, en relación con el retrato de Catalina Fernández, fallecida en Sisante en febrero del mismo año, a la que el pueblo aún en vida atribuía prodigios. Como en casos semejantes, preocupaba al Santo Oficio que la fallecida recibiese sin aprobación de la Santa Sede el tratamiento y las insignias reservados a las personas canonizadas, como rayos y aureolas de luz. 
En su declaración, reconociéndose autor de la pintura, que le había sido encargada por el confesor de la beata tras su fallecimiento, Navarro dijo «ser natural de Valencia y tener 42 años poco más o menos (...) y si no se le ha llamado por un retrato pintura que ha hecho y puesto en ella un epitafio que no discurre otra cosa». La declaración supone que la fecha de nacimiento de Felipe Navarro se ha de llevar a cerca de 1680, incompatible con su presencia en 1684 en la Academia y congregación de San Fulgencio. El expediente inquisitorial aporta, además, otro dato de interés, pues en él se explica la presencia del pintor valenciano en Sisante por encontrase pintando los frescos de la capilla del Nazareno en la ermita de la Concepción, frescos que ya se le habían atribuido antes de contar con esta confirmación documental por su semejanza estilística con los frescos firmados del camarín de la Virgen de Tejeda en la también conquense localidad de Garaballa, de 1727, y el de la Virgen del Remedio en Utiel, fechado este en 1728.
Perdidas o no localizadas sus obras valencianas, su trabajo solo puede ser juzgado por estas pinturas murales en iglesias y ermitas de pequeñas localidades conquenses y de Utiel. La utilización del fresco indica proximidad a Palomino. En Sisante, cronológicamente la primera, el modelo para la cúpula es la pintada por Palomino en la Basílica de la Virgen de los Desamparados, aunque con motivos pasionistas. En Garaballa pintó en la cúpula una gloria celestial formada por una multitud de ángeles músicos en torno a las tres personas de la Trinidad y en las pechinas y lunetos —donde aparece la firma— cuatro santos trinitarios —rectores del templo—, e historias de la aparición de la imagen de la Virgen, como hizo también en los paramentos del camarín de la Virgen del Remedio de Utiel. En todos estos murales utiliza colores luminosos y elementos decorativos que imitan piedra, simulando mármoles de variadas vetas junto a guirnaldas y cabezas de angelotes en blanco; pero con mal dominio de la perspectiva y poco dotado para crear volúmenes aparentes, sus figuras parecen aplastadas contra el muro. Son características que se encuentran también en los frescos que decoran la capilla de la Virgen del Rosario en la basílica de Nuestra Señora de la Asunción de Villanueva de la Jara y en la parroquial de San Juan Evangelista de Casasimarro, que, aunque no firmados, deben serle atribuidos.